# 2-й Богатырский переулок
Второ́й Богаты́рский переу́лок (до 1953 года либо до 12 марта 1954 года — Казако́вский переу́лок) — переулок в Восточном административном округе города Москвы на территории района Богородское.

## История
Переулок получил современное название по близости к заводу «Богатырь», позже переименованному в «Красный богатырь» (в настоящее время закрыт). До 1953 года (по другим данным — до 12 марта 1954 года) назывался Казако́вский переу́лок.

## Расположение
2-й Богатырский переулок проходит на северо-запад от Миллионной улицы до 3-й Богатырской улицы.

## Транспорт

### Наземный транспорт
По 2-му Богатырскому переулку не проходят маршруты наземного общественного транспорта. У юго-восточного конца переулка, на Миллионной улице, расположена остановка «Богородский храм» трамваев № 2, 4, 7, 46. Северо-западнее переулка, в конце Миллионной улицы, расположено трамвайное кольцо «Богородское».

### Метро
- Станция метро «Преображенская площадь» Сокольнической линии — восточнее переулка, на Преображенской площади на пересечении Преображенской и Большой Черкизовской улиц с Краснобогатырской улицей и улицей Преображенский Вал.
- Станция метро «Бульвар Рокоссовского» Сокольнической линии — юго-восточнее переулка, на Ивантеевской улице.
- Станция МЦК «Бульвар Рокоссовского».

### Железнодорожный транспорт
- Платформа Маленковская Ярославского направления Московской железной дороги — западнее переулка, между 4-м Лучевым просеком и Рижским проездом.
- Платформа Яуза Ярославского направления Московской железной дороги — северо-западнее переулка, между Малахитовой улицей и Яузской аллеей.